# Stephanopis malacostracea
Stephanopis malacostracea là một loài nhện trong họ Thomisidae.
Loài này thuộc chi Stephanopis. Stephanopis malacostracea được Charles Athanase Walckenaer miêu tả năm 1837.